# Европски фонд за избеглице
Европски фонд за избеглице (енгл. European Refugee Fund; ЕРФ) био је фонд осмишљен да олакша поделу финансијских трошкова пријема, интеграције и добровољног повратка избеглица међу државама чланицама Европске уније. Допринеле су му све земље чланице осим Данске. Финансирао је и националне и транснационалне пројекте, као што су обуке за стицање вештина, језичка обука избеглица, побољшање прихватних капацитета и поновно насељавање или пресељење избеглица. За ЕРФ је издвојено 630.000.000 евра у раздобљу од 2008. до 2013. Успостављен је 2000. године замењујући претходне сврсисходне мере финансирања. У априлу 2014. ЕРФ је, с Фондом за европске интеграције и Европским фондом за повратак, замењен Фондом за азил, миграције и интеграцију (АМИФ) који је предодређен за период од 2014. до 2020.